# Hemidromodes affinis
Hemidromodes affinis är en fjärilsart som beskrevs av Rothschild 1915. Hemidromodes affinis ingår i släktet Hemidromodes och familjen mätare. Inga underarter finns listade i Catalogue of Life.